# Chingiz Allazov
Chingiz Ayazovich Allazov (Gardabani, Georgia; 10 de junio de 1993) es un kickboxer bielorruso-azerbaiyano que actualmente compite en la categoría de peso pluma de ONE Championship, donde es el actual Campeón Mundial de Kickboxing de Peso Pluma de ONE, además de ser el Campeón del Grand Prix de Kickboxing de Peso Pluma de ONE. También ha sido Campeón de Peso Súper Wélter de K-1.
Desde febrero de 2023, Combat Press posiciona a Allazov como el mejor kickboxer libra por libra del mundo y el mejor kickboxer de peso ligero del mundo.

## Primeros años
Chingiz Allazov nació en el poblado de Jandar en el distrito de Gardabani, situado en la frontera entre Georgia y Azerbaiyán. Su familia se trasladó a Minsk, Bielorrusia en 1994. Chingiz tiene una maestría en administración de empresas.

## Carrera de Kickboxing
Chingiz empezó en el Muay Thai a la edad de 10 años para saber como defenderse. Su primero entrenador fue Alexander Kovtik. 4 meses luego de comenzar a entrenar Chingiz ganó un Torneo. En los tres años siguientes ganó todos los torneos en su categoría de edad en los que participó. En total, Chingiz tuvo 207 (204 victorias) peleas durante su carrera amateur.
Allazov hizo su primera pelea profesional en Tailandia a los 13 años de edad. A los 16 Allazov se trasladó a entrenar bajo la tutela de Andrei Gridin. Su primera pelea profesioan como adulto fue contra Jakub Safaric en 63kg. Allazov ganó la pelea por nocaut en 15 segundos. 
Allazov participó en el torneo de 70kg de A1 de 2014. Ganó por decisión contra Wallid Haddad en la semifinales y contra Abdallah Mabel en la final.
Participó en el torneo de 70kg de A1 de 2015. Allazov ganó por decisión contra Ludovic Millet en la semifinales y contra Eduard Bernadou en la final.
Allazov ganó el título de 72.kg de WAKO, por decisión unánime sobre Djimé Coulibaly. Allazov ganó el título de 70kg de WAKO K-1 en 2016 por nocaut sobre Enriko Kehl.

### Campeonato de Súper Wélter de K-1 Super
Allazov participó en el Grand Prix de Peso Wélter de K-1 de 2017. Ganó los cuartos de final contra Hiroki Nakajima con noucaut con un uppercut y las semifinales contra Jordann Pikeur con noucaut con un gancho de derecha. Allazov ganó la final del torneo por decisión sobre Yasuhiro Kido. Allazov defendió el campeonato contra Hinata Watanabe por nocaut en el segundo asalto.

### ONE Championship
El 16 de enero de 2021, se anunció que Allazov había firmado con ONE Championship. Allazov hizo su debut en ONE contra Enriko Kehl en ONE on TNT 1 el 7 de abril de 2021. Perdió la pelea por una cerrada decisión dividida.

#### Grand Prix de Kickboxing de Peso Pluma de ONE
Allazov enfrentó a Samy Sana en los cuartos de final del Grand Prix de Peso Pluma de Kickboxing de ONE en ONE Championship: First Strike el 15 de octubre de 2021. Allazov ganó la pelea por nocaut en sólo 39 segundos del primer asalto con un puñetazo al hígado, convirtiéndose en el primer peleador en noquear a Sana.
Allazov estaba programado para enfrentar a Marat Grigorian en las semifinales del Grand Prix de Peso Pluma de Kickboxing de ONE ONE Championship: Only the Brave el 28 de enero de 2022. Grigorian fue reemplazado por Jo Nattawut luego de que diera positivo por COVID-19. Allazov ganó la pelea por nocaut en el primer asalto. Dicha victoria le haría ganador de su primer premio de Actuación de la Noche.
Allazov enfrentó a Sitthichai Sitsongpeenong en una revancha en la final del Grand Prix de Kickboxing de Peso Pluma de ONE en ONE Championship: X el 26 de marzo de 2022, en la final del torneo. Ganó la pelea por decisión unánime.
Allazov estaba programado para enfrentar a Superbon Singha Mawynn por Campeonato Mundial de Kickboxing de Peso Pluma de ONE en ONE on Prime Video 2 el 30 de septiembre de 2022. Sin embargo, Allazov se retiró de la pelea por una lesión y fue reemplazado por Tayfun Ozcan.

#### Campeonato Mundial de Kickboxing de Peso Pluma de ONE
La pelea contra el Campeón Mundial de Kickboxing de Peso Pluma de ONE Superbon Singha Mawynn fue reprogramada para ser llevada a cabo en ONE on Prime Video 5 el 2 de diciembre de 2022. Sin embargo, Superbon sufrió una lesión y la pelea fue finalmente trasladada a ONE Fight Night 6. Allazov ganó la pelea y el título por KO en el segundo asalto, luego de tirar a Superbon tres veces durante el asalto. Esta victoria lo hizo merecedor de su segundo premio de Actuación de la Noche.
Allazov hizo la primera defensa de su título contra Marat Grigorian en una trilogía el 4 de agosto de 2023, en ONE Fight Night 13. Previamente enfrentó a Grigorian dos veces antes de esta pelea, terminanado su primera pelea en sin resultado y perdiendo la segunda pelea por decisión unánime. Allazov ganó la pelea por decisión unánime. 

## Campeonatos y logros
- ONE Championship
  - Campeonato Mundial de Kickboxing de Peso Pluma de ONE (Una vez; actual)
    - Una defensa titular exitosa

  - Campeonato del Grand Prix de Peso Pluma de Kickboxing de ONE de 2022
  - Actuación de la Noche (Dos veces) vs. Jo Nattawut y Superbon Singha Mawynn[29]
- K-1
  - Campeonato de Peso Súper Wélter de K-1
  - Campeón del Grand Prix de 70kg de K-1 de 2017 
    - Una defensa titular exitosa
- Nuit des Champions
  - Campeón de Peso Súper Wélter de NDC (−70 kg)
    - Dos defensas titulares exitosas
- World Association of Kickboxing Organizations
  - Campeonato de Peso Súper Wélter de WAKO (−70 kg)
  - Campeonato de Peso Mediano de WAKO (−72.5 kg)
- Kunlun Fight
  - Ganador del Torneo de Kunlun Fight de 2015
- A1
  - Campeón del Grand Prix de A1 de 2015 (−70 kg)
  - Campeón del Grand Prix de A1 de 2014 (−70 kg)

## Récord en Kickboxing
| Récord en Kickboxing                                                            | Récord en Kickboxing | Récord en Kickboxing      | Récord en Kickboxing                                                         | Récord en Kickboxing      | Récord en Kickboxing                          | Récord en Kickboxing | Récord en Kickboxing |
| ------------------------------------------------------------------------------- | -------------------- | ------------------------- | ---------------------------------------------------------------------------- | ------------------------- | --------------------------------------------- | -------------------- | -------------------- |
| 61 Victorias (37 (T)KOs), 5 Derrotas, 1 Sin Resultado                           |                      |                           |                                                                              |                           |                                               |                      |                      |
| Fecha                                                                           | Resultado            | Oponente                  | Evento                                                                       | Localización              | Método                                        | Ronda                | Tiempo               |
| 04-08-2023                                                                      | Victoria             | Marat Grigorian           | ONE Fight Night 13                                                           | Bangkok, Tailandia        | Decisión (Unánime)                            | 5                    | 3:00                 |
| Defendió el Campeonato de Kickboxing de Peso Pluma de ONE.                      |                      |                           |                                                                              |                           |                                               |                      |                      |
| 13-01-2023                                                                      | Victoria             | Superbon Singha Mawynn    | ONE Fight Night 6                                                            | Bangkok, Tailandia        | KO (Golpes)                                   | 2                    | 1:03                 |
| Ganó el Campeonato de Kickboxing de Peso Pluma de ONE.                          |                      |                           |                                                                              |                           |                                               |                      |                      |
| 26-03-2022                                                                      | Victoria             | Sitthichai Sitsongpeenong | ONE Championship: X                                                          | Kallang, Singapur         | Decisión (Unánime)                            | 3                    | 3:00                 |
| Final del Grand Prix de Kickboxing de Peso Pluma de ONE.                        |                      |                           |                                                                              |                           |                                               |                      |                      |
| 28-01-2021                                                                      | Victoria             | Jo Nattawut               | ONE Championship: Only the Brave                                             | Kallang, Singapur         | KO (Gancho Izquierdo)                         | 1                    | 1:55                 |
| Semi-Final del Grand Prix de Kickboxing de Peso Pluma de ONE.                   |                      |                           |                                                                              |                           |                                               |                      |                      |
| 15-10-2021                                                                      | Victoria             | Samy Sana                 | ONE Championship: First Strike                                               | Kallang, Singapur         | Decisión (Unánime)                            | 1                    | 0:39                 |
| Cuartos de Final del Grand Prix de Kickboxing de Peso Pluma de ONE.             |                      |                           |                                                                              |                           |                                               |                      |                      |
| 07-04-2021                                                                      | Derrota              | Enriko Kehl               | ONE on TNT                                                                   | Kallang, Singapur         | Decisión (Dividida)                           | 3                    | 3:00                 |
| 12-10-2019                                                                      | Victoria             | Sudsakorn Sor Klinmee     | Bellator Kickboxing 12                                                       | Roma, Italia              | Decisión (Unánime)                            | 3                    | 3:00                 |
| 24-11-2018                                                                      | Victoria             | Mohamed Hendouf           | Nuit Des Champions                                                           | Francia                   | Decisión (Unánime)                            | 5                    | 3:00                 |
| Defendió el Campeonato de -70kg de NDC                                          |                      |                           |                                                                              |                           |                                               |                      |                      |
| 14-07-2018                                                                      | Derrota              | Giorgio Petrosyan         | Bellator Kickboxing 10                                                       | Milán, Italia             | Decisión (Unánime)                            | 5                    | 3:00                 |
| 08-04-2018                                                                      | Victoria             | Claudiu Bădoi             | Duel 3                                                                       | Francia                   | KO (Ganco Izquierdo al Cuerpo)                | 2                    | 2:57                 |
| 21-03-2018                                                                      | Victoria             | Hinata Watanabe           | K-1 World GP 2018: K'FESTA.1                                                 | Japan                     | KO (Gancho Izquierdo)                         | 2                    | 0:23                 |
| Defendió el Campeonato de Peso Súper Weltér de K-1                              |                      |                           |                                                                              |                           |                                               |                      |                      |
| 28-01-2018                                                                      | Victoria             | Sudsakorn Sor Klinmee     | Thai Boxe Mania                                                              | Turín, Italia             | Decisión (Unánime)                            | 3                    | 3:00                 |
| 25-11-2017                                                                      | Victoria             | Cedric Manhoef            | Nuit Des Champions 2017                                                      | Marsella, Francia         | Decisión (Unánime)                            | 5                    | 3:00                 |
| Defendió el Campeonato de -70kg de NDC                                          |                      |                           |                                                                              |                           |                                               |                      |                      |
| 05-08-2017                                                                      | Victoria             | Dzhabar Askerov           | Wu Lin Feng - Yi Long challenge Tournament Tournament Semi Final             | Zhengzhou, China          | Decisión (Unánime)                            | 3                    | 3:00                 |
| 18-06-2017                                                                      | Victoria             | Yasuhiro Kido             | K-1 World GP 2017 Super Welterweight Championship Tournament, Final          | Tokio, Japón              | Decisión (Unánime)                            | 3                    | 3:00                 |
| Ganó el Campeonato de Peso Súper Weltér de K-1 y el Grand Prix de -70kg de K-1. |                      |                           |                                                                              |                           |                                               |                      |                      |
| 18-06-2017                                                                      | Victoria             | Jordann Pikeur            | K-1 World GP 2017 Super Welterweight Championship Tournament, Semi Finals    | Tokio, Japón              | KO (Gancho Derecho)                           | 1                    | 2:17                 |
| 18-06-2017                                                                      | Victoria             | Hiroki Nakajima           | K-1 World GP 2017 Super Welterweight Championship Tournament, Quarter Finals | Tokio, Japón              | KO (Uppercut de Izquierda)                    | 2                    |                      |
| 01-04-2017                                                                      | Victoria             | Saiyok Pumpanmuang        | Wu Lin Feng - Yi Long challenge Tournament 1/4 finals 1                      | Zhengzhou, China          | Decisión (Unánime)                            | 3                    | 3:00                 |
| 25-03-2017                                                                      | Victoria             | Mohamed Hendouf           | Victory – ACB KB9: Showdown in Paris                                         | París, Francia            | Decisión (Unánime)                            | 3                    | 3:00                 |
| 28-01-2017                                                                      | Victoria             | Karim Allous              | Thai Boxe Mania 2017                                                         | Turín, Italia             | KO (Patada a la Cabeza)                       | 1                    | 1:00                 |
| 19-11-2016                                                                      | Victoria             | Bruce Codron              | Nuit Des Champions 2016                                                      | París, Francia            | KO (Patada a la Cabeza y Golpes)              | 4                    | 1:04                 |
| Ganó el Campeonato de -70kg de NDC.                                             |                      |                           |                                                                              |                           |                                               |                      |                      |
| 24-06-2016                                                                      | Victoria             | Enriko Kehl               | Monte-Carlo Fighting Masters                                                 | Montecarlo, Mónaco        | KO (Gancho Derecho)                           | 5                    | 2:57                 |
| Ganó el Título Mundial de -70kg de WAKO Pro.                                    |                      |                           |                                                                              |                           |                                               |                      |                      |
| 16-04-2016                                                                      | Victoria             | Wu Sihan                  | Oktagon 2016: Turin                                                          | Turín, Italia             | TKO                                           | 1                    |                      |
| 30-01-2016                                                                      | Victoria             | Christian Baya            | Thai Boxe Mania 2016                                                         | Turín, Italia             | Decisión (Unánime)                            | 3                    | 3:00                 |
| 28-11-2015                                                                      | Victoria             | Djimé Coulibaly           | Venum Victory World Series                                                   | París, Francia            | Decisión (Unánime)                            | 5                    | 3:00                 |
| Ganó el Título Mundial de -72.5kg de WAKO Pro.                                  |                      |                           |                                                                              |                           |                                               |                      |                      |
| 15-10-2015                                                                      | Victoria             | Eduard Bernadou           | A1 World Grand Prix Tournament Final                                         | Lyon, Francia             | Decisión (Unánime)                            | 3                    | 3:00                 |
| Ganó el Grand Prix de A1.                                                       |                      |                           |                                                                              |                           |                                               |                      |                      |
| 15-10-2015                                                                      | Victoria             | Ludovic Millet            | A1 World Grand Prix Tournament Semi Finals                                   | Lyon, Francia             | Decisión (Unánime)                            | 3                    | 3:00                 |
| 31-07-2015                                                                      | Victoria             | Kevin Renahy              | A1 World Grand Prix Tournament Final 8                                       | Marsella, Francia         | KO (Golpe Recto)                              | 3                    |                      |
| Calificó a la Final del Grand Prix de A1.                                       |                      |                           |                                                                              |                           |                                               |                      |                      |
| 31-07-2015                                                                      | Victoria             | Michael Pignolo           | A1 World Grand Prix Tournament Final 16                                      | Marsella, Francia         | KO                                            | 2                    |                      |
| 30-05-2015                                                                      | Victoria             | Ivan Vladimir             | Obracun U Ringu 13                                                           | Split, Croacia            | TKO                                           | 2                    |                      |
| 17-03-2015                                                                      | Victoria             | Juri Kehl                 | Kunlun Fight 21 - World MAX 2015 Group H Tournament Final                    | Sanya, China              | Decisión (Unánime)                            | 3                    | 3:00                 |
| Calificó a la Final del Torneo de 70kg de Kunlun Fight de 2015                  |                      |                           |                                                                              |                           |                                               |                      |                      |
| 17-03-2015                                                                      | Victoria             | Mustapha Haida            | Kunlun Fight 21 - World MAX 2015 Group H Tournament Semi Finals              | Sanya, China              | Decisión (Unánime)                            | 3                    | 3:00                 |
| 18-12-2014                                                                      | Victoria             | Jordan Levrat             | Victory 2, K-1 Rules                                                         | Levallois, Francia        | KO                                            | 2                    |                      |
| 23-10-2014                                                                      | Victoria             | Abdallah Mabel            | A1 World Grand Prix Tournament Final                                         | Lyon, Francia             | Decisión (Unánime)                            | 3                    | 3:00                 |
| Ganó el Grand Prix de A1.                                                       |                      |                           |                                                                              |                           |                                               |                      |                      |
| 23-10-2014                                                                      | Victoria             | Wallid Haddad             | A1 World Grand Prix Tournament Semi Finals                                   | Lyon, Francia             | Decisión (Unánime)                            | 3                    | 3:00                 |
| 13-09-2014                                                                      | Victoria             | Romeo Gablaya             | Tatneft Cup 2014                                                             | Kazan, Rusia              | TKO                                           | 2                    |                      |
| 15-06-2014                                                                      | Victoria             | Cristian Milea            | MixFighter "New Horizont"                                                    | Minsk, Bielorussia        | Decisión (Unánime)                            | 3                    | 3:00                 |
| 25-01-2014                                                                      | Derrota              | Sitthichai Sitsongpeenong | Thai Boxe Mania                                                              | Turín, Italia             | Decisión (Unánime) en Asalto Extra            | 4                    | 3:00                 |
| 14-12-2013                                                                      | Derrota              | Marat Grigorian           | Victory                                                                      | Levallois-Perret, Francia | Decisión (Unánime)                            | 3                    | 3:00                 |
| 08-11-2013                                                                      | Victoria             | Warren Stevelmans         | Legend Fighting Show 2                                                       | Moscú, Rusia              | Decisión (Unánime)                            | 3                    | 3:00                 |
| 20-04-2013                                                                      | SR                   | Marat Grigorian           | Glory 7: Milan                                                               | Milán, Italia             | SR (Allazov fue cortado por un codazo ilegal) | 1                    |                      |
| 22-02-2013                                                                      | Victoria             | Alim Nabiev               | Knockout Show                                                                | Moscú, Rusia              | Decisión (Unánime)                            | 3                    | 3:00                 |
| 18-11-2012                                                                      | Victoria             | Sergey Kulyaba            | Mustang Fight Show                                                           | Minsk, Bielorussia        | Decisión (Unánime)                            | 3                    | 3:00                 |
| 05-05-2012                                                                      | Victoria             | Alessandro Campagna       | La Notte Dei Campioni                                                        | Seregno, Italia           | KO (Puñetazo)                                 | 1                    |                      |
| 12-04-2012                                                                      | Victoria             | Dmitriy Rudenko           | Fight Code                                                                   | Minsk, Bielorussia        | Decisión (Unánime)                            | 3                    | 3:00                 |
| 24-03-2012                                                                      | Victoria             | Bovy Sor Udomson          | Oktagon 2012                                                                 | Milán, Italia             | KO                                            | 1                    |                      |
| 05-01-2012                                                                      | Victoria             | Erkan Varol               | Thai Boxe Mania                                                              | Turín, Italia             | Decisión (Unánime)                            | 3                    | 3:00                 |
| 19-12-2011                                                                      | Victoria             | Martin Anwar              | Mustang Fight Show                                                           | Minsk, Bielorussia        | KO                                            |                      |                      |
| 15-10-2011                                                                      | Victoria             | Raouf Beliouz             | TK2 World Max 2011: Fight Code Dragon Series 2011 Part 4 Final 8             | Marsella, Francia         | KO                                            | 2                    |                      |
| 14-08-2011                                                                      | Victoria             | Gabor Gorbics             | Fight Code                                                                   | Debrecen, Hungría         | KO                                            | 2                    |                      |
| 10-06-2011                                                                      | Victoria             | Guven Akiyev              | Fight Code                                                                   | Estambul, Turquía         | KO                                            | 1                    |                      |
| 12-03-2011                                                                      | Victoria             | Federik Pacini            | MixFighter "New Horizont"                                                    | Milán, Italia             | KO                                            | 1                    |                      |
| 17-12-2010                                                                      | Derrota              | Konstantin Trishin        | KOK World GP 2010 in Dnipropetrovsk, Semi-Finals                             | Dnipró, Ucrania           | Decisión                                      | 3                    | 3:00                 |
| 17-12-2010                                                                      | Victoria             | Aleksey Sherban           | KOK World GP 2010 in Dnipropetrovsk, Quarter-Finals                          | Dnipró, Ucrania           | Decisión (Unánime)                            | 3                    | 3:00                 |